# WNYB
WNYB（チャンネル26）は、アメリカ・ニューヨーク州ジェームズタウンに認可されたテレビ局で、トライステート・クリスチャン・テレビジョン（TCT）の直営放送局としてバッファロー地域にサービスを提供している。送信所はアークライトのセンター・ロード（Center Road）にある。TCTが2018年6月にローカル運営を終了するまで、オーチャードパークのビッグ・ツリー・ロード（Big Tree Road）にスタジオを維持していた。
WNYBは、バッファローのWBNF-CD（チャンネル15）とロチェスターのWNIB-LD（チャンネル42）という2つの低電力中継局を運用している。

## 歴史

### CTVがアメリカを侵略
チャンネル26ライセンスは1966年に初めて「WNYP-TV」に付与された。同局の大株主は、当時ジェームズタウンのWXYJラジオを所有し、後にホーム・ショッピング・ネットワーク（HSN）を共同設立したローウェル・W・"バド"・パクソンだった。アメリカのテレビ局としては初めてカナダのネットワークと提携し、CTVと契約を結んだ。直接フィードを供給する余裕がなかったため、同局のエンジニアは、ネットワーク番組が放送されている時は常に、トロントにあるCTVの旗艦局CFTO-TV（チャンネル9）の信号との間で信号を切り替えた。WNYPはパクソンにとってテレビへの最初の事業だった。
WNYPは失策や番組の失敗ですぐに悪名を轟かせ、ニューヨーク西部の放送コミュニティでは伝説に近いほどになった。例えば、2週間にわたって毎日同じ時間に『海に挑む男』の同じエピソードを数回放送した。また、対流圏伝播がCFTOの信号を圧倒するため、CFTOからのオフエア信号を受信するために使用される機器は、代わりにVHFチャンネル9で放送している別の放送局（シラキュースのABC提携局WNYS-TVやミシガン州キャデラックのCBS提携局WWTVなど）からの映像を中継することがあった。多くの場合、CFTO番組が実際に再放送されている時、放送局スイッチャーはWNYP-TVコールサインを表示するためにCFTOのIDを削除することに失敗し、これは連邦通信委員会（FCC）規則に違反すると考えられていた。不可解なことに、CTV番組が放送されている時に、ジェームズタウンのラジオ局からの音声がバックグラウンドで聞こえることがあった。パクソンはまた、CHCH-TV（チャンネル11）とCBCテレビジョンのCBLT（チャンネル5）の番組を許可なく放送したことで大きな反感を買った。第二次世界大戦中に制定された法律の結果、アメリカで外国番組を許可なく放送することは合法であったが、番組の著作権所有者はWNYPに対して訴訟を起こした。
当時も現在もCTVは主にアメリカの番組に依存しているため、バッファローのアメリカの「ビッグ3」ネットワーク加盟であるWBEN-TV（チャンネル4、現：WIVB-TV）、WGR-TV（チャンネル2、現：WGRZ-TV）、WKBW-TV（チャンネル7）は1969年初頭に法的措置をとると脅した。WNYPは主要な番組ソースの喪失に直面し、ローカルニュース番組を削減し、スタッフを解雇し、存続のためにHSNのオンエア製品販売戦略となるプロトタイプを短期間使用しようと試みた。一時的にWJTVと認識され始めたが、ミシシッピ州ジャクソンの放送局が既にそのコールレターを持っていたため、すぐにWNYP-TVに戻った。1970年にWUTVがバッファローで開局するという発表で、WNYPの終焉の鐘が鳴り響いた。当時バッファローは2つの独立放送局をサポートできるほど大きくなかったため、パクソンは同局を廃局することを選択した（パクソンはその後、現在アイオンとして知られるパックスTV（Pax TV）ネットワークを開始し、同市場のWPXJ-TV（チャンネル51）で放送した。偶然にも、パックス/アイオンはその歴史の中で番組の多くをCTVから輸入してきた）。

### 後の転生
停波後、放送局の設備はエルマイラのABC提携局WENY-TV（チャンネル36）に売却され、その多くが開局に使われた。チャンネル26の割り当ては、1970年代と1980年代の大部分で、地域の協同教育サービス委員会が運営するバッファローのWNED-TVの低電力実験用アパラチアン・テレビジョン・サービス（Appalachian Television Service）「トランスレータ」中継局（W26AA）によって使用され、フレドニアのスタジオからローカル番組を発信することができた。チャンネル26は、ニューヨーク州西部のサザンティア（Southern Tier）全体にいくつかの中継局を点在させていたWNED-TVのかつて大規模な中継局ネットワークの最後の生き残りである。他の全ての施設は2012年までに閉鎖された。
数年後、ライセンスは新しいグループに再発行され、チャンネル26は1988年9月24日に新しいコールレター「WTJA」の下で再び開局した。同局の番組ラインナップの一部はバッファローの放送局のものと重複していた。番組の多くはパブリックドメインの素材で構成されており、事実上地元の広告主から無視されていた。バッファロー地域のケーブルプロバイダーは、その信号が最良の条件下でもかろうじて許容できるレベルだったため、WTJAの放送を拒否した。「グレードB」信号の到達範囲はバッファロー南部郊外にかろうじて到達し、1991年に再び停波した。

### TCT現る
グラント・ブロードキャスティングは1995年にライセンスを購入した。グラントはすぐに放送局を再開するのではなく、WNYB（チャンネル49）の所有者であるイリノイ州マリオンに本拠を置くトライステート・クリスチャン・テレビジョンと交渉し、チャンネル26のライセンス、現金、新しい放送設備と引き換えにチャンネル49のライセンスを獲得した。新しい、より強力な送信所と、ニューヨーク州西部で最も高い丘の1つに高い送電塔があれば、チャンネル26は、信号が非常に悪い状態から、ペンシルベニア州エリーからトロントの南西郊外まで視聴可能な、アメリカ北東部最大の受信エリアの1つに変更される。トライステートはこれを受け入れ、1997年1月10日にチャンネル26のライセンスを引き継ぎ、宗教番組とWNYBのコールレターを新しいチャンネルに移した（グラントはチャンネル49を引き継ぎ、WB提携局WNYO-TVとなった。2006年にWBがUPNと合併してCWを設立した時、チャンネル49はマイネットワークTV提携局になった）。

### ローカル運営の終了
21年以上が経った2018年6月、TCTはローカル番組を終了し、オーチャードパークのビッグ・ツリー・ロードにあった旧スタジオを売りに出すと発表した。この変更は、同年初めにFCCのメインスタジオ規則が廃止され、TCTが全ての番組運営をイリノイ州マリオンのネットワーク本社に統合する決定を下したことに伴って行われた。

## 技術情報

### サブチャンネル
デジタル信号は多重化されている。
| チャンネル | チャンネル | 解像度 | アスペクト比 | ショートネーム | 番組編成   |
| WNYB       | WBNF-CD    | 解像度 | アスペクト比 | ショートネーム | 番組編成   |
| ---------- | ---------- | ------ | ------------ | -------------- | ---------- |
| 26.1       | 15.1       | 1080i  | 16:9         | WNYB HD        | TCT        |
| 26.2       | 15.2       | 480i   | 16:9         | SBN            | ソンライフ |
| 26.3       | 15.3       | 480i   | 16:9         | TheGrio        | TheGrio TV |
| 26.4       | 15.4       | 480i   | 4:3          | GetTV          | GetTV      |
| 26.5       | 15.5       | 480i   | 16:9         | ShopLC         | Shop LC    |
| 26.6       | 15.6       | 480i   | 16:9         | .6 SOON        | 空白       |

| チャンネル | 解像度 | アスペクト比 | ショートネーム | 番組編成   |
| ---------- | ------ | ------------ | -------------- | ---------- |
| 42.1       | 1080i  | 16:9         | TCT HD         | TCT        |
| 42.2       | 480i   | 16:9         | SBN            | ソンライフ |
| 42.3       | 480i   | 4:3          | .3 SOON        | 空白       |
| 42.4       | 480i   | 4:3          | Shop LC        | Shop LC    |

### アナログからデジタルへの変換
WNYBは、2009年5月初旬に、UHFチャンネル26を介したアナログ信号での定期的な番組を終了した。デジタル信号は、移行前のUHFチャンネル27からチャンネル26に再配置された。WNYBは、FCCの周波数インセンティブオークションの一環として、2019年8月2日に低VHFチャンネル5に切り替えた。

### 中継局
| コールサイン              | 放送地域免許 | チャンネル | ERP   | HAAT               | 施設ID | 送信所座標                                                              |
| ------------------------- | ------------ | ---------- | ----- | ------------------ | ------ | ----------------------------------------------------------------------- |
| Template:FCC-LMS-Facility | バッファロー | 15（UHF）  | 15 kW | 169.9 m (557.4 ft) | 14326  | 北緯43度01分32.2秒 西経78度55分42.1秒 / 北緯43.025611度 西経78.928361度 |
| Template:FCC-LMS-Facility | ロチェスター | 11（VHF）  | 3 kW  | 59.7 m (195.9 ft)  | 67785  | 北緯43度15分47.3秒 西経77度39分34.7秒 / 北緯43.263139度 西経77.659639度 |